# Mauern
Mauern település Németországban, azon belül Bajorországban. Lakosainak száma 3164 fő (2023. december 31.). Mauern Hörgertshausen, Nandlstadt, Gammelsdorf és Wang községekkel határos.

## Népesség
A település népessége az elmúlt években az alábbi módon változott:
| Lakosok száma | 343  | 682  | 1475 | 1942 | 2870 | 3013 | 2995 | 3003 | 3138 | 3164 |
|               | 1875 | 1950 | 1975 | 1987 | 2012 | 2014 | 2016 | 2017 | 2021 | 2023 |